# Phyllobius pomaceus
A Phyllobius pomaceus a rovarok (Insecta) osztályának a bogarak (Coleoptera) rendjébe, ezen belül a mindenevő bogarak (Polyphaga) alrendjébe és az ormányosbogár-félék (Curculionidae) családjába tartozó faj.

## Előfordulása
A Phyllobius pomaceus előfordulási területe Nyugat- és Észak-Európa, valamint Ázsiának egyes északi részei.

## Megjelenése
A testhossza 6-8 milliméter. Fekete testét, apró, zöld színű pikkelyek borítják. A pofája a családjára jellemző „ormányban” végződik.

## Életmódja
Úgy a lárva, mind az imágó főleg a csalánfélék (Urticaceae) leveleivel táplálkozik. Habár egyes kerti virágot is megtámad, az általa okozott kár nem nagy; továbbá könnyen elzavarható.